# Beautiful Boy (Darling Boy)
Beautiful Boy (Darling Boy) (englisch für „Schöner Junge (Lieber Junge)“) ist ein Lied von John Lennon aus dem Jahr 1980, das von ihm geschrieben und in Kooperation mit Yoko Ono und Jack Douglas produziert wurde. Es erschien im November 1980 auf dem Album Double Fantasy.

## Hintergrund

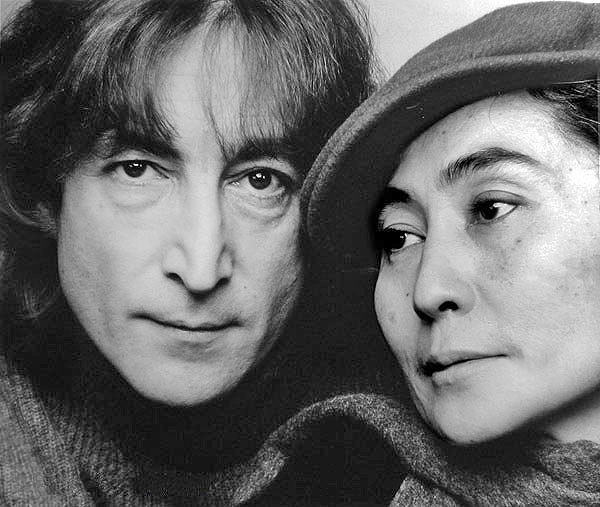
John Lennon und Yoko Ono, 1980

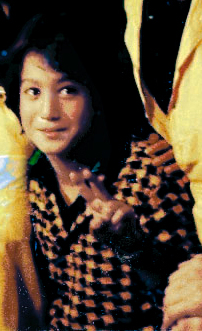
Sean Lennon

Beautiful Boy (Darling Boy) wurde für John Lennons 1975 geborenen Sohn Sean Lennon geschrieben. Nach der Geburt seines Sohnes zog sich Lennon fünf Jahre lang aus der Musikindustrie zurück, um sich dem Kind zu widmen.
Lennon begann den Song 1979 zu schreiben, wobei er zwischen den Titeln Beautiful Boy und Darling Boy wechselte. Er nahm ein Heimdemo mit Gitarre und Gesang auf, das einige Textentwürfe enthielt, die später geändert wurden, zum Beispiel: “Hold my hand before you cross the street/The traffic’s slow but you never know who you’re gonna meet.”
John Lennon sagte 1980 über das Lied: „Nun, was soll ich sagen? Es geht um Sean. Es ist selbsterklärend. Die Musik und der Text kamen zur gleichen Zeit.“
Anfang 1980 nahm Lennon ein weiteres Demo auf, bei dem er eine E-Gitarre und einen Drumcomputer verwendete. Er unternahm mehrere Versuche und experimentierte mit verschiedenen Ideen, bis er den endgültigen Text entwickelt hatte. Ein letztes Demo wurde im Juni 1980 während Lennons Bermudaaufenthalts aufgenommen, vor den Studiosessions für Double Fantasy.
Die wahrscheinlich bekannteste Textzeile des Liedes lautet: „Das Leben ist das, was mit dir passiert, während du damit beschäftigt bist, andere Pläne zu schmieden.“ Dieser Satz geht auf einen Artikel im Reader’s Digest von 1957 zurück, den Allen Saunders verfasste.
Beautiful Boy (Darling Boy) beginnt mit dem Klang einer tibetischen Wunschglocke, die zuvor für den Anfang von (Just Like) Starting Over verwendet worden war. Es endet mit einer geflüsterten Nachricht an Lennons Sohn: „Gute Nacht, Sean. Wir sehen uns morgen schon wieder.“ Der Outtake auf dem Album John Lennon Anthology zeigt, dass die letzte Zeile ursprünglich “Darling, darling, darling, darling boy” statt Sean Lennons Namen enthielt.
Paul McCartney wählte Beautiful Boy (Darling Boy) während seines Auftritts in der 40. Jubiläumsausgabe der BBC-Radiosendung Desert Island Discs im Jahr 1982 aus. Die Episode wurde gefilmt und zeigt, wie McCartney mit dem Moderator Roy Plomley über seine Songauswahl sprach. McCartney, der das Lied zu seinen Lieblingssongs zählt, sagte: „Ich denke, es ist ein wunderschöner Song. Es ist sehr bewegend für mich.“ Im Juni 2007 trat Yoko Ono in derselben Show auf und wählte ebenfalls Beautiful Boy (Darling Boy) als eines ihrer acht Lieder.
Beautiful Boy (Darling Boy) gehört zu den vier meist gestreamten Liedern von John Lennon auf Spotify (Stand September 2024).

## Musikvideo
2003 ließ Yoko Ono ein Musikvideo zu dem Song herstellen. Das Video zeigt einen Familienfilm mit John Lennon, Yoko Ono und Sean Lennon.

## Aufnahme

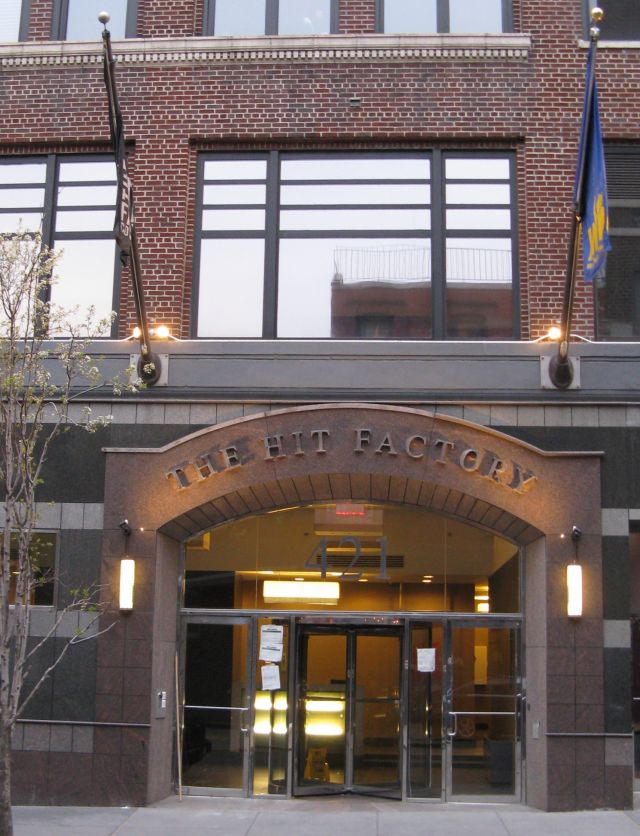
Aufnahmestudio The Hit Factory

Die ersten Aufnahmesessions für Beautiful Boy (Darling Boy) fanden am 12. August 1980 im Studio The Hit Factory in New York statt. Lee DeCarlo, John Smith, James Ball, Tony Davillo und Julie Last waren die Toningenieure der Aufnahme; Jack Douglas, John Lennon und Yoko Ono die Produzenten. Eine alternative Version der Session, ohne die späteren Overdubs, wurde 1998 auf dem Boxset John Lennon Anthology veröffentlicht. Lennon nahm seinen Gesang am 17. September neu auf. Die Steel Drums und Wellenklänge wurden ebenfalls im Studio hinzugefügt, als Referenz an seine Zeit auf den Bermudas im Juni 1980.
Besetzung:
- John Lennon: Gesang, Akustische Gitarre
- Earl Slick: Akustische Gitarre
- Hugh McCracken: E-Gitarre
- Tony Levin: Bassgitarre
- George Small: Keyboard
- Andy Newmark: Schlagzeug
- Robert Greenridge: Steel Drum
- Arthur Jenkins: Perkussion

Der Keyboardspieler George Small sagte im Nachhinein: „Ursprünglich wollten sie ein Steeldrum-Orchester für den Song engagieren. Die Zahl, über die gesprochen wurde, war über zwanzig. Sie beschlossen schließlich, dass sie den Effekt mit einem erzielen konnten. Er war ein echter jamaikanischer Steeldrum-Spieler und ich musste ihm den Song bei der Session beibringen.“

## Veröffentlichung

### Singleveröffentlichungen
- Am 4. November 1981 erschien in den USA die Single Watching the Wheels / Beautiful Boy (Darling Boy).[9]
- In den USA wurde am 29. November 1982 die Single Happy X-Mas (War Is Over) / Beautiful Boy (Darling Boy) veröffentlicht.[10] Die Promotionsingle wurde in den USA wie folgt veröffentlicht: Auf der A-Seite befindet sich die Monoversion und auf der B-Seite die Stereoversion der A-Seite der Kaufsingle,[11] weiterhin gab es eine Promotion-12″-Vinyl-Single: Happy X-Mas (War Is Over)/Beautiful Boy (Darling Boy).[12]
- Am 3. Juni 1992 wurde in Japan die 3″-CD-Single Beautiful Boy (Darling Boy)/Beautiful Boys veröffentlicht.[13]
- Im Jahr 1999 wurde in Japan die 3″-CD-Single (Just Like) Starting Over/Beautiful Boy (Darling Boy) veröffentlicht.[14]

### Albumveröffentlichungen
- Am 17. November 1980 erschien das Album Double Fantasy auf dem sich Beautiful Boy (Darling Boy) befindet.
- Auf der John Lennon Anthology, die am 2. November 1998 erschien, befindet sich ein Outtake von Beautiful Boy (Darling Boy).
- Am 1. Oktober 2010 erschien die Doppel-CD Double Fantasy Stripped Down. Disc 1 wird mit Double Fantasy Stripped Down und Disc 2 mit Original Album betitelt. Während die zweite CD die neu remasterte Version des Albums beinhaltet, ist Stripped Down laut CD-Begleitbuch eine komplette Neuabmischung von Jack Douglas und Yoko Ono, die in den Avatar Studios vorgenommen wurde. Der wesentliche musikalische Unterschied zur Originalabmischung besteht darin, dass die Stimmen von Lennon und Ono deutlicher zu hören sind und einige Instrumentalbegleitungen und Chöre weggelassen wurden. Beautiful Boy (Darling Boy) ist 12 Sekunden kürzer.[15]
- Am 1. Oktober 2010 erschien Signature Box, das das Album Home Tapes beinhaltet, das ein Homedemo von Beautiful Boy (Darling Boy) enthält.
- Beautiful Boy (Darling Boy) befindet sich auf folgenden John-Lennon-Kompilationsalben: The John Lennon Collection, Imagine: John Lennon (Music from the Motion Picture), Lennon, Lennon Legend: The Very Best of John Lennon, Working Class Hero: The Definitive Lennon, John Lennon Collector’s Edition, Gimme Some Truth, Signature Box, ICON.
- Am 9. Oktober 2020 erschien das Kompilationsalbum GIMME SOME TRUTH. mit neu abgemischten Liedern, darunter auch Beautiful Boy (Darling Boy).

## Coverversionen
Es gibt über 35 Coverversionen von Beautiful Boy (Darling Boy).